# Terumbu Siput
Terumbu Siput (auch: Erica-Riff, chinesisch 簸箕礁, Pinyin Bòji Jiāo)  ist der Name eines atollähnlichen Riffs der Spratly-Inseln, das nur bei Niedrigwasser sichtbar ist. Es liegt über 300 Kilometer vor der nordwestlichen Küste des Bundesstaats Sabah und wird von Malaysia beansprucht und kontrolliert.

## Geographie
Das ringförmige Korallenriff umschließt eine Lagune und hat einen ovalen Grundriss, mit einer Länge von 3,1 km² und einer maximalen Breite von 1,7 km². Es gibt keine Einfahrt in die Lagune. An der Ostseite können einige Felsen auch bei Hochwasser sichtbar sein.

## Die Insel im Spratly-Konflikt
Innerhalb des Konflikts um die Spratly-Inseln wird auch Terumbu Siput von mehreren Nationen beansprucht. Das malaysische Militär unterhält recht umfangreiche Anlagen auf dem Erica-Riff, darunter ein Helipad, Geschützstellungen und einen Kontrollturm. Die Einrichtungen sind nahezu identisch mit denen am Ardesier-Riff, Mariveles-Riff und Investigator Shoal.
Malaysia bezieht sich bei seinen Rechtsansprüchen auf das Festlandsockelargument (Schelf von Sabah und Sarawak) beziehungsweise die 200-Meilen Zone. Es beansprucht insgesamt 12 südlich gelegene Spratly-Inseln und hält zurzeit sechs Inseln beziehungsweise Riffe besetzt (Ardasier-Riff, Dallas-Riff, Erica-Riff, Investigator Shoal, Mariveles-Riff, and Swallow Reef). Die Rechtsansprüche sind durch die Seerechtskonvention gut abgesichert. Malaysia verfügt über eine modern ausgerüstete Marine (10 Raketenfregatten).
Terumbu Siput wird von der Volksrepublik China als Teil der Stadt Sansha seiner Provinz Hainan beansprucht.